# Peribatodes aterrima
Peribatodes aterrima är en fjärilsart som beskrevs av Hormuz 1899. Peribatodes aterrima ingår i släktet Peribatodes och familjen mätare. Inga underarter finns listade i Catalogue of Life.